# Aba-Insel
Die Aba-Insel (arabisch جزيرة آبا, DMG Ǧazīrat Ābā) ist eine Binneninsel im Weißen Nil südlich von Khartum, Sudan. Es ist die ursprüngliche Heimat des Mahdi im Sudan und die spirituelle Basis der Umma-Partei. Die Insel gehört zum Bundesstaat an-Nil al-abyad, Distrikt al-Dschabalian.

## Geschichte
Die Insel war der Ort der ersten Schlacht des Mahdi-Aufstand, die Schlacht von Aba, am 12. August 1881.
In den frühen 1920er Jahren kamen jährlich zwischen 5.000 und 15.000 Pilger auf die Insel, um den Ramadan zu feiern. Viele von ihnen verglichen den damaligen Mahdi Abd al-Rahman al-Mahdi (1885–1959) mit dem Propheten Jesus und glaubten, dass er die christlichen Kolonisten aus dem Sudan vertreiben würde.
Die britischen Kolonialherren fanden heraus, dass Abd al-Rahman al-Mahdi Verbindungen zu Agenten und Anführern in den damaligen Kolonien Nigeria und Kamerun hatte und einen letztendlichen Sieg der Mahdisten über die Christen voraussagte. Sie beschuldigten ihn, Unruhen in diesen Kolonien angestiftet zu haben. Nachdem Pilger aus Westafrika 1924 auf der Insel Massendemonstrationen abgehalten hatten, wurde Abd al-Rahman al-Mahdi aufgefordert, die Wallfahrten zu stoppen.

## Luftangriff (1970)
Nachdem die Ansar im Jahr 1970 gegen die neu etablierte sudanesische Regierung von Dschafar an-Numairi protestiert hatten, attackierte dieser mithilfe von ägyptischen Kampfbombern die Insel. Der Angriff wurde angeblich vom damals jungen Luftwaffenleiter und späteren ägyptischen Präsidenten Hosni Mubarak geleitet. Etwa 12.000 Ansar wurden bei dem Angriff getötet, darunter der Onkel von Sadiq al-Mahdi, und das umfangreiche Eigentum der Mahdi-Familie vom Staat konfisziert.